# Вагина
Ва́гина (рос. Вагина) — присілок у складі Аромашевського району Тюменської області, Росія.
Населення — 183 особи (2010, 226 у 2002).
Національний склад станом на 2002 рік:
- росіяни — 93 %